# La Cigale (Paris)

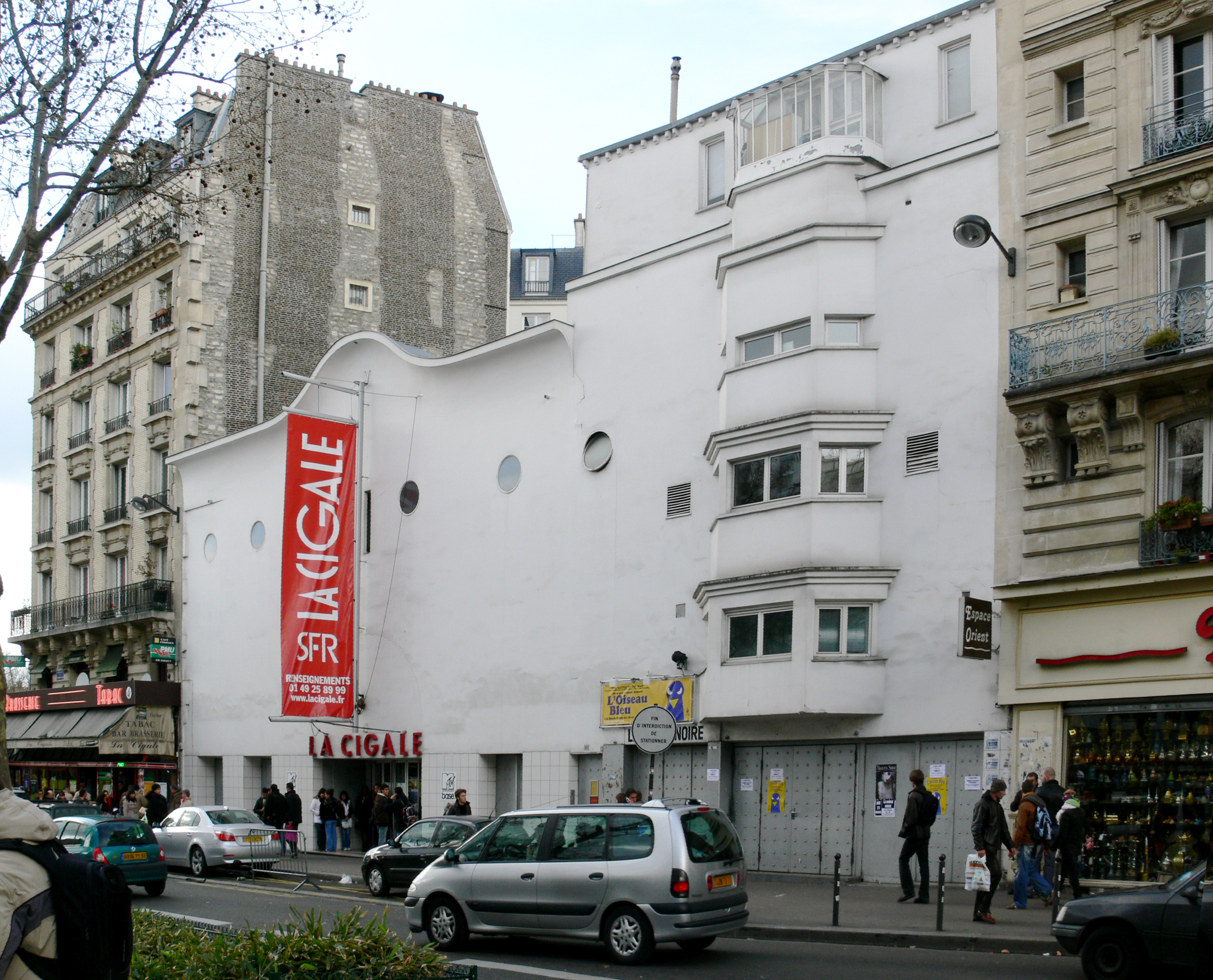
La Cigale

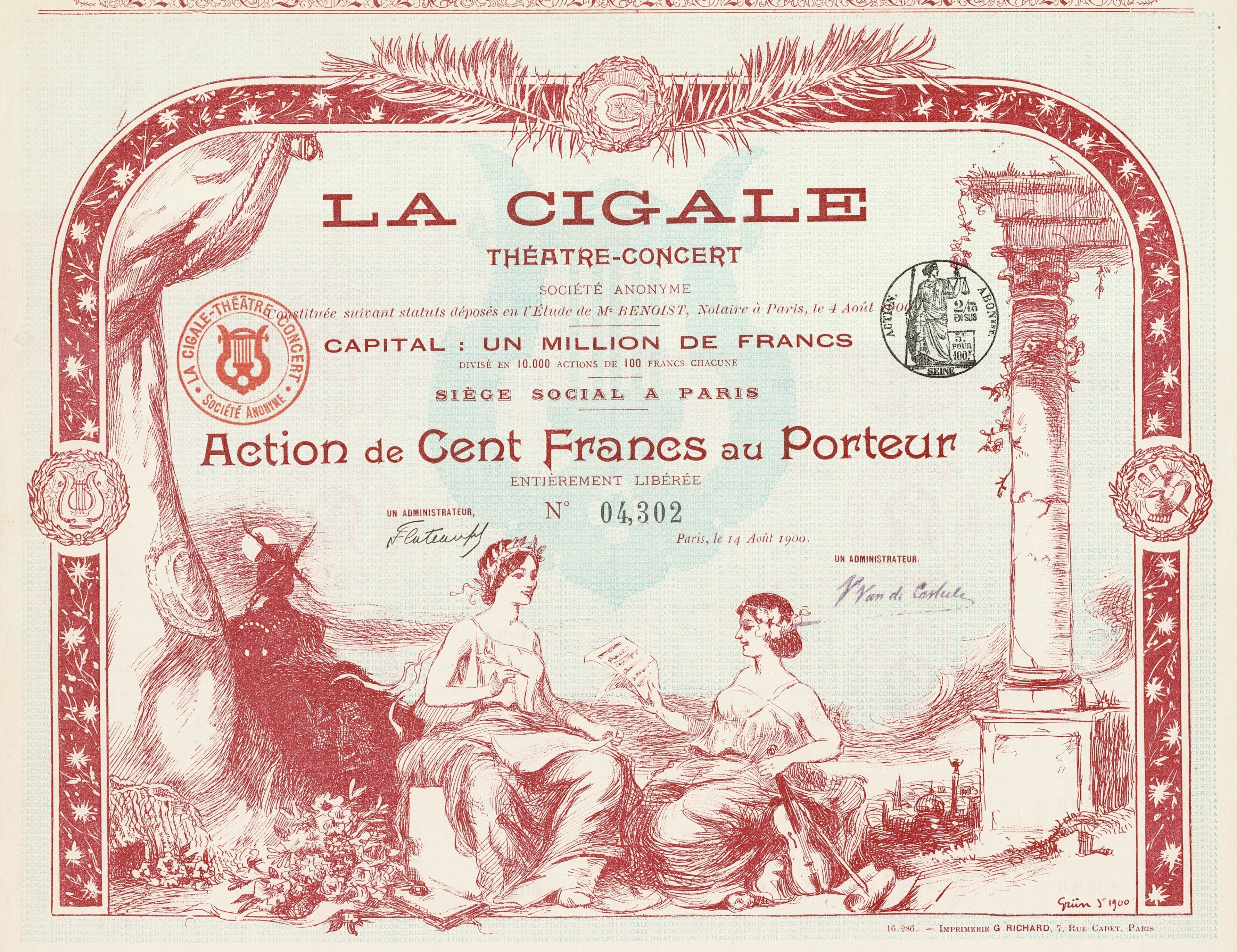
Aktie über 100 Francs von La Cigale vom 14. August 1900

La Cigale ist ein Konzertsaal im Viertel Pigalle im 18. Arrondissement in Paris. Der Saal bietet Platz für 954 sitzende oder 1389 stehende Zuschauer.

## Geschichte
Am Standort 120, Boulevard de Rochechouart befand sich einst das kleine Theater Boule noire. Nach dessen Abriss wurde 1887 das neue Theater eröffnet. Es etablierte sich als Revuebühne, später kamen Operetten und Vaudeville-Aufführungen hinzu.
In den 1940er Jahren wurde der Saal zu einem Kino umgewidmet. 1981 wurde das Theater zu einem Monument historique erklärt. 1987 begann man, den Saal regelmäßig für Konzerte zu nutzen.
Eine Vielzahl bekannter Musiker traten im Cigale auf, darunter: Adele, Red Hot Chili Peppers, Bonnie Tyler, Oasis, Blur, Prince, Jeff Beck, Coldplay, Kylie Minogue etc.